# Língua kalo finlandesa
O Kalo Finlandês (kaalengo tšimb) é uma língua  Romani (dos Ciganos) da família das línguas indo-arianas) dalas pelos ciganos Kalo finlandeses. A linguagem está relacionada, mas não mutuamente inteligível, com  Escandoromani ou  Angloromani.
O Kalo finlandês tem algo entre 6 a 10 mil e muitos jovens a falam. A maioria dos falantes são de gerações mais velhas e cerca de dois terços dos Romanis na Finlândia ainda falam a língua. Houve alguns esforços de avivamento. Dicionários e livros de gramática foram feitos e pode-se aprender em algumas universidades. O Kalo finlandês tem algumas semelhanças com as línguas Romani na Hungria, onde a ênfase é colocada na primeira sílaba da palavra. Isso se deve ao fato de o finlandês e o húngaro fazerem parte da família da língua uralica e terem influenciado a língua romani. O Kalo finlandês é ensinado nas escolas desde o final da década de 1980 e havia alguns cursos disponíveis na década de 1970..

## Situação atual
Em 2012, apenas 30% dos 13 mil Romanis na Finlândia falavam Kalo fluentemente, mas cerca de 50% podiam entendê-lo. As pessoas não passam bem a língua para seus filhos, mas há esforços de revitalização e por muitos anos houve ninhos de línguas em Rovaniemi Em Helsinki cursos de Romani foram estabelecidos. Na Finlândia, os municípios podem estabelecer cursos de Romani se um número suficiente de pessoas quiserem aprendê-lo, embora tenha havido problemas com a falta de recursos.

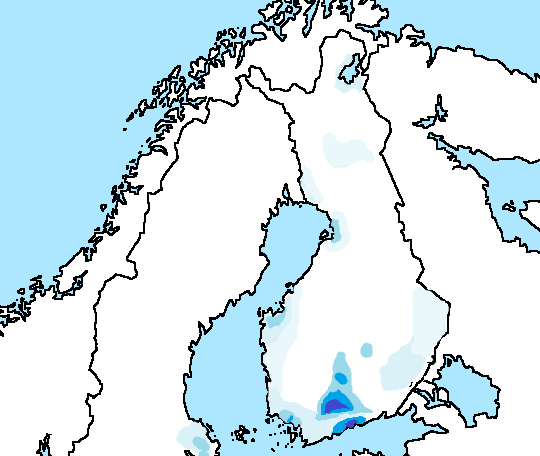
Kalo na Finlândia

## Alfabeto
A língua usa o alfabeto latino da língua finlandesa

## Amostra de texto
No douva iek kentos hin ja niiku kasvattipoika ja dauva hin
sitt lesko tšäi dauva
Niin niin daari me hin aaȟtom
Hinko daari aaȟtas ȟaaniba?
Mo hin daari ȟaaniba